# روژدنسکو
روژدنسکو (به بلغاری: Rozhdensko) یک منطقهٔ مسکونی در بلغارستان است که در شهرستان ژبل واقع شده‌است.